# 赵揽
趙攬，五胡十六国時代後趙人物。
他在後趙担任太史令。338年五月，石虎想要征伐前燕，趙攬劝谏：“歳星（木星）守护燕国分野。出兵无功，必遭祸患”。此话激怒了石虎，趙攬被鞭打，贬为肥如县長。后来，石虎征讨前燕失败，趙攬被赦免，復職太史令。
344年正月，石虎在太武殿宴会群臣，百余只白雁沿着马道向南聚集。石虎命众人射之，却无人射中。趙攬暗中对石虎说：「白雁聚集庭中，象征着宮室将空，不宜南下。」石虎正准备三路出征，集结了諸州士兵百万余人。因趙攬進言，取消了征战。他只在宣武观举行了阅兵式。
同年，領軍王朗对石虎说：“今年虽然严寒，雪也很大。皇太子（石宣）还是派人去伐木了。宫中引来漳河之水。被征用的人数达数万人，怨声载道，陛下在这种时候出游，难道合适吗。”石虎听从了，但石宣听了心里很生气。四月，熒惑（火星）入房宿，石宣以为可以借此拿下王朗，命趙攬对石虎说：“昴宿对应赵国的分野。荧惑所在，是主上所关心的。房宿是天王，如今荧惑已入其中，祸患非同小可，应该是贵臣姓王之人应验。”石虎問他应该是誰。趙攬说没有人比王領軍（王朗）更尊貴。石虎惜王郎之才，问趙攬其次。趙攬说其次是中書監王波。石虎下詔追究王波過去的罪过，将他腰斬。
由于石虎频繁劳役，百姓苦不堪言。347年八月，征发近郡男女十六万人、車十万辆，让他们运土用于修建華林苑和北部的長壁。趙攬与石璞、申鍾一起上疏：「现在天文錯乱，百姓疲弊。大興苦役不是明主所为。应该惜民。」虽然言辞十分诚恳，但石虎却拒绝接受趙攬的要求，并宣称：“如果早上把花园和围墙建成，我即使晚上死了也无怨无悔。”
趙攬後任散騎常侍。348年八月，皇太子石宣殺害秦公石韜，激怒了石虎，将石宣殺害。以前，趙攬曾对石虎说道：“宫中将有変，希望做好准备。” 石虎怀疑趙攬知道石宣的阴谋却保持沉默，于是誅殺趙攬。
《資治通鑑》评价趙攬在暴虐的朝廷中谈论天文，结果给自己带来了灾难。